# 13226 Soulié
13226 Soulié là một tiểu hành tinh vành đai chính với chu kỳ quỹ đạo là 1867.5297836 ngày (5.11 năm).
Nó được phát hiện ngày 20 tháng 9 năm 1997.